# Gavere
Gavere è un comune belga di 12 601 abitanti, situato nella provincia fiamminga delle Fiandre Orientali.